# Vino di Lesbo

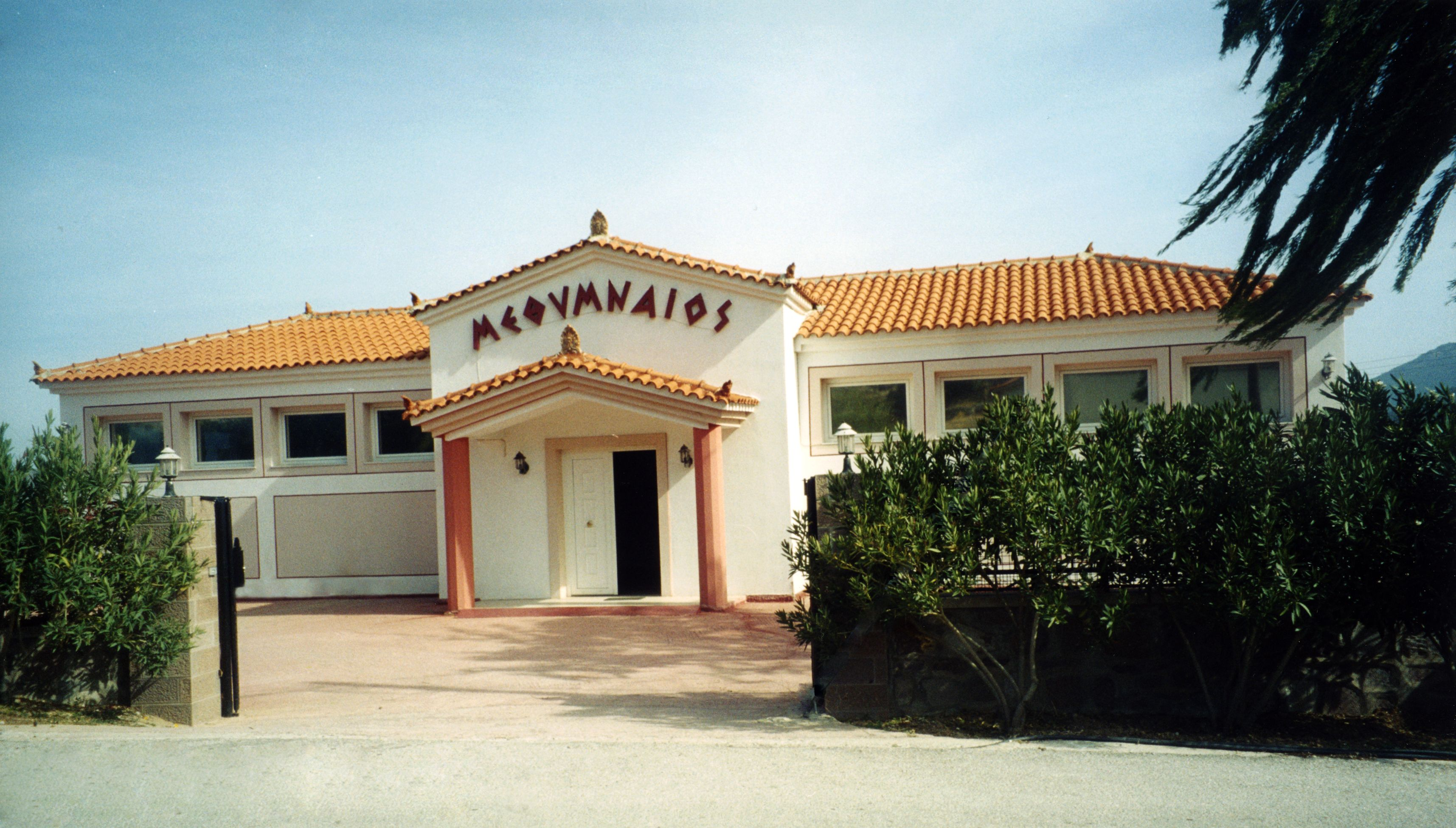
Azienda vitivinicola Methymnaeos presso Chidira a Lesbo

Il vino di Lesbo è un vino prodotto nell'isola greca di Lesbo nel mar Egeo. L'isola ha una lunga storia di produzione del vino risalente almeno al VII secolo a.C., quando è stato menzionato nelle opere di Omero. Durante questo periodo Lesbo ha gareggiato con il vino di Chio prodotto a Chio per il mercato greco. Un resoconto apocrifo descrive uno dei fratelli della poetessa Saffo come un commerciante che commerciava vino di Lesbo con la colonia greca di Naucrati in Egitto. I più famosi vini di Lesbo erano il Pramnio, che presentava somiglianze coll'odierno vino ungherese Tokaji, e l'Onfacite.
La popolarità del vino di Lesbo continuò in epoca romana, quando era molto apprezzato insieme ad altri vini egei prodotti a Chio, Taso e Coo. Strabone (Geografia, XIV, 1, 15) accomuna le isole di Chio, Lesbo e Coo, usando per ciascuna il termine εὔοινος (éuoinos), che significa "[produttrice] di vino buono", e affermando che producevano "i migliori vini".

## Viticoltura e vino
Il caldo clima mediterraneo di Lesbo fornisce un clima adatto al prosperare della viticoltura. I grappoli venivano lasciati sulle viti, come nel caso dei vini a vendemmia tardiva, fino a quando non giungevano alla massima maturazione. Dopo la vendemmia venivano ammassati in grandi contenitori fino al momento in cui il peso dei grappoli schiacciava le uve sottostanti, producendo il succo senza l'uso di una pressa. Si diceva che questo succo fosse molto denso e una specie di nettare.

### Altri tipi di Pramnio
Nonostante Lesbo sia considerata da alcuni studiosi come la fonte principale del vino pramnio, questo nome è associato anche ai vini di Smirne e Icaria. Ateneo di Naucrati usava il termine genericamente per riferirsi a qualsiasi vino scuro, invecchiato e di buona qualità. La descrizione di Ateneo mostra anche una differenza rispetto al vino Tokaji, che invece è secco e molto forte. L'uva risultante ha alti livelli di zucchero e anche dopo un breve periodo di fermentazione conserva ancora alti livelli di zucchero residuo, creando un vino dolce e viscoso.

## Vinificazione moderna
All'inizio del XIX secolo la diffusione della fillossera a Lesbo e la specializzazione dell'isola nella produzione dell'ouzo portarono alla stagnazione della produzione di vino. Dopo questo periodo, il vino è stato prodotto solo privatamente sull'isola dai contadini, fino al 1997, quando fu aperta l'azienda Methymnaeos, la prima azienda vinicola a produrre vino imbottigliato nella storia di Lesbo, nel villaggio di Chidira. Methymnaeos produce solo vino biologico prodotto dalla varietà locale di uva Chidiriotiko, precedentemente scomparsa. Questa varietà, salvata dall'estinzione provocata dalla filossera, è coltivata sulla lava ricca di zolfo che ha formato la foresta pietrificata di Lesbo. Il vino biologico prodotto ha un gusto piuttosto distinto, tipico del moderno vino di Lesbo e attribuibile sia al vitigno Chidiriotiko sia al terreno in cui viene coltivato.